# 水谷里歩
水谷 里歩（みずたに りほ、1991年3月13日 - ）は、兵庫県出身の女優。元ヴィズミック所属。身長162cm。

## 人物
- 趣味は音楽鑑賞とダンス。
- 特技は極真空手・サッカー・茶道・料理。
- 調理師の資格と栄養士の資格を取得するために現在勉強中。

## 来歴
- 2005年 - 角川映画・ソニー・ミュージックエンタテインメント・Yahoo! JAPAN合同のイベント『スーパー・ヒロイン・オーディション ミス・フェニックス』で応募総数37,789人の中から準グランプリとYahoo! JAPAN賞を受賞。
- 2006年4月 - 堀越高等学校入学。
- 2009年2月17日 - 堀越高等学校卒業。同期には福田沙紀・三浦春馬・蓮佛美沙子らがいる。
- 2009年4月 - 都内の大学に進学する。
- 2009年4月3日 - 所属事務所（ウエストサイド）を退所。それに伴い、自身のブログも閉鎖した。

## 出演作品

### 映画
- 着信アリFinal（2006年、東宝） - 人気アイドル・水谷里歩 役

### ドラマ
- 風魔の小次郎 第11 - 13話（2007年、UHF系各局放送他） - 看護師 役

### スチール
- PENTY'S